# Joseph Molthan
Joseph Molthan (* 7. April 1862 in Mainz; † 3. Mai 1920 ebenda) war ein hessischer Weinhändler und Politiker (Zentrum) und Abgeordneter der 2. Kammer der Landstände des Großherzogtums Hessen.
Joseph Molthan war der Sohn des Rechtsanwalts Karl Molthan und dessen Ehefrau Barbara, geborene Zerbe. Molthan, der katholischen Glaubens war, war Weinhändler in Mainz und heiratete Adelheid Wilhelmine geborene Meister. Er wurde mit dem Titel Kommerzienrat geehrt.
1907 bis 1909 war er Stadtverordneter in Mainz. In Mainz war er Vorsitzender des Zentrums und des Vereins Mainzer Kaufleute. Von 1897 bis 1918 gehörte er der Zweiten Kammer der Landstände an. Er wurde für den Wahlbezirk Rheinhessen 7/Nieder-Olm gewählt.